# Resolutie 2041 Veiligheidsraad Verenigde Naties
Resolutie 2041 van de Veiligheidsraad van de Verenigde Naties is een resolutie die op 22 maart 2012 met unanimiteit van stemmen werd aangenomen door de VN-Veiligheidsraad. De resolutie verlengde de autorisatie van de VN-bijstandsmissie in Afghanistan met een jaar. Die missie moest het land bijstaan inzake veiligheid, bestuur en ontwikkeling en de internationale steun aan Afghanistan coördineren.

## Achtergrond
In 1979 werd Afghanistan bezet door de Sovjet-Unie, die vervolgens werd bestreden door Afghaanse krijgsheren. Toen de Sovjets zich in 1988 terugtrokken raakten ze echter slaags met elkaar. In het begin van de jaren 1990 kwamen ook de Taliban op. In september 1996 namen die de hoofdstad Kabul in. Tegen het einde van het decennium hadden ze het grootste deel van het land onder controle en riepen ze een streng islamitische staat uit. 
In 2001 verklaarden de Verenigde Staten met bondgenoten hun de oorlog en moesten ze zich terugtrekken, waarna een interim-regering werd opgericht. Die stond onder leiding van Hamid Karzai die in 2004 tot president werd verkozen.

## Inhoud

### Waarnemingen
De stabiliteit van Afghanistan kon niet op militaire wijze alleen verzekerd worden. Veiligheid, economie, bestuur en ontwikkeling moesten tegelijkertijd aangepakt worden.
Op 5 december 2011 was in Bonn opnieuw een Internationale Afghanistan-Conferentie gehouden. Daar was beslist dat de overgang van het land eind 2014 moest worden voltooid, waarop tien jaren van hervormingen zouden volgen.
Tegen eind 2014 moest de ISAF de verantwoordelijkheid voor de veiligheid in Afghanistan ook overgedragen hebben aan het Afghaanse leger. De Taliban, Al Qaida en andere gewelddadige en extremistische groeperingen alsook misdadigers bleven intussen geweld en terreur plegen, en maakten daarbij steeds meer burgerslachtoffers.
In juli 2012 was in Tokio een ministeriële conferentie gepland inzake Afghanistans verdere economische ontwikkeling. Ook regionale samenwerking was cruciaal, en hiertoe was op 26 en 27 maart 2012 een conferentie georganiseerd in Tadzjikistan.
Op 2 november 2011 was in Istanboel gesproken over regionale samenwerking voor een veilig en stabiel Afghanistan. In mei 2012 werd in Zwitserland gesproken over de Afghaanse vluchtelingen.

### Handelingen
Het mandaat van UNAMA werd verlengd tot 23 maart 2013. Het helpen organiseren van toekomstige verkiezingen in Afghanistan kwam mee op de prioriteitenlijst van de missie.
Alle partijen werden gevraagd met UNAMA te coördineren en te zorgen voor de veiligheid en bewegingsvrijheid van VN-personeel. Het was van belang dat UNAMA en andere VN-agentschappen, -fondsen en -programma's in het land aanwezig bleven.

## Verwante resoluties
- Resolutie 1989 Veiligheidsraad Verenigde Naties (2011)
- Resolutie 2011 Veiligheidsraad Verenigde Naties (2011)
- Resolutie 2069 Veiligheidsraad Verenigde Naties
- Resolutie 2096 Veiligheidsraad Verenigde Naties (2013)

Lijst ·  2033 ·  2034 ·  2035 ·  2036 ·  2037 ·  2038 ·  2039 ·  2040 ·  2041 ·  2042 ·  2043 ·  2044 ·  2045 ·  2046 ·  2047 ·  2048 ·  2049 ·  2050 ·  2051 ·  2052 ·  2053 ·  2054 ·  2055 ·  2056 ·  2057 ·  2058 ·  2059 ·  2060 ·  2061 ·  2062 ·  2063 ·  2064 ·  2065 ·  2066 ·  2067 ·  2068 ·  2069 ·  2070 ·  2071 ·  2072 ·  2073 ·  2074 ·  2075 ·  2076 ·  2077 ·  2078 ·  2079 ·  2080 ·  2081 ·  2082 ·  2083 ·  2084 ·  2085